# Canal Sur

Canal Sur (hiszp. Południowy Kanał) – pierwszy kanał RTVA, andaluzyjskiej autonomicznej telewizji. Kanał powstał 28 lutego 1989 roku. 